# Guglielmo Ferrero

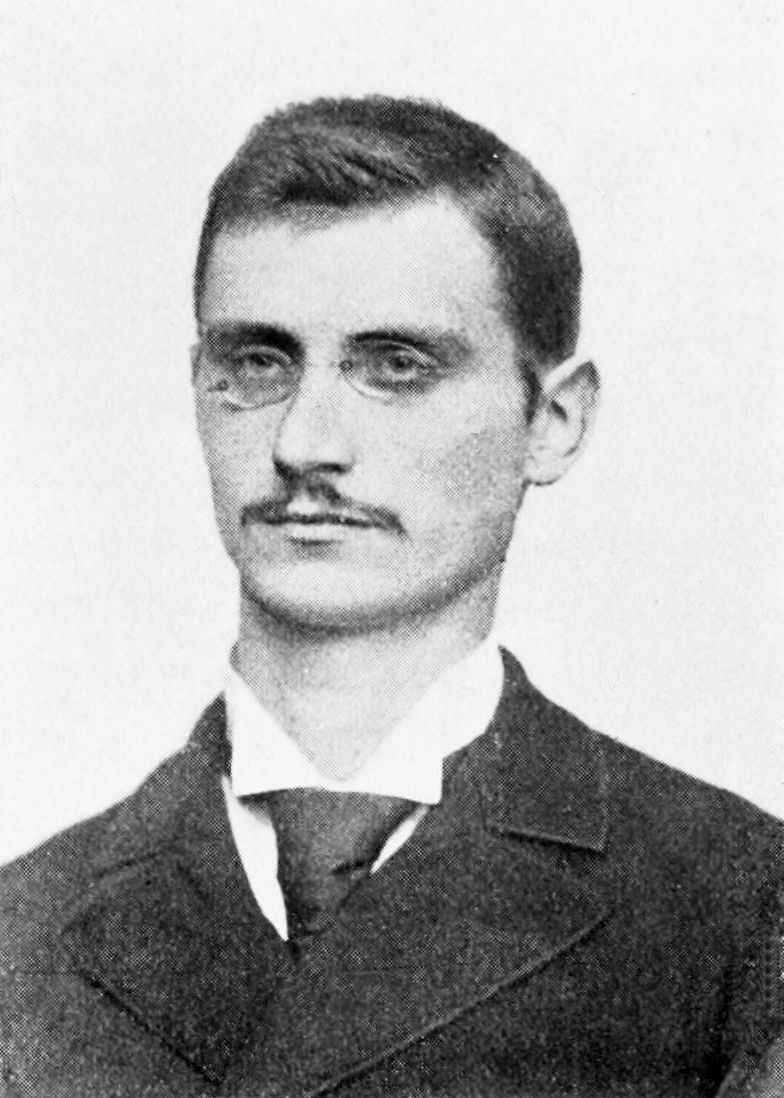
Guglielmo Ferrero

Guglielmo Ferrero (Portici, 21 de julho de 1871 — Mont-Pelerin-sur-Vevey, 3 de agosto de 1942) foi um sociólogo, historiador e novelista italiano. Magistral reconstrução histórico-critica (Avventura. Bonaparte in Italia,1ed. 1936; nova edição com introdução de Sergio Romano, 1996) da campanha napoleônica da Itália em 1796-97, estudos sobre a grande Revolução de 1789, o Congresso de Viena e o poder (Pouvoir:les génies invisibles de la cité, 1ed.1942), formam o legado cultural mais profundo de seu trabalho intelectual e moral.
Também pode encontrar-se colaboração da sua autoria na revista luso-brasileira Atlantida (1915-1920).